# 阿雷纳
阿雷纳（義大利語：Arena），是意大利维博瓦伦蒂亚省的一个市镇。总面积32平方公里，人口1602人，人口密度50.1人/平方公里（2009年）。